# Hembakat
Hembakat är en svensk tidskrift om bakning som grundades 2009. Det utkommer med 9 nummer per år. Tidskriften ges ut av Bonnier Magazines & Brands. Chefredaktör och ansvarig utgivare är Eva Nordlinder.
Hembakat startade 2009 på LRF Media som en bilaga till tidningen Hemtrevligt. Den 1 juni 2016 köptes varumärket av Bonnier Tidskrifter, nuvarande Bonnier Magazines & Brands.
På Facebook har Hembakat över 254 000 följare. På tidningens webbplats har trafiken varit uppe på 1 miljon sidvisningar/vecka.